# تأثیر زبان فارسی بر زبان اردو

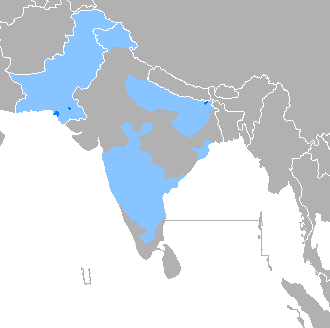
محدوده زبان اردو

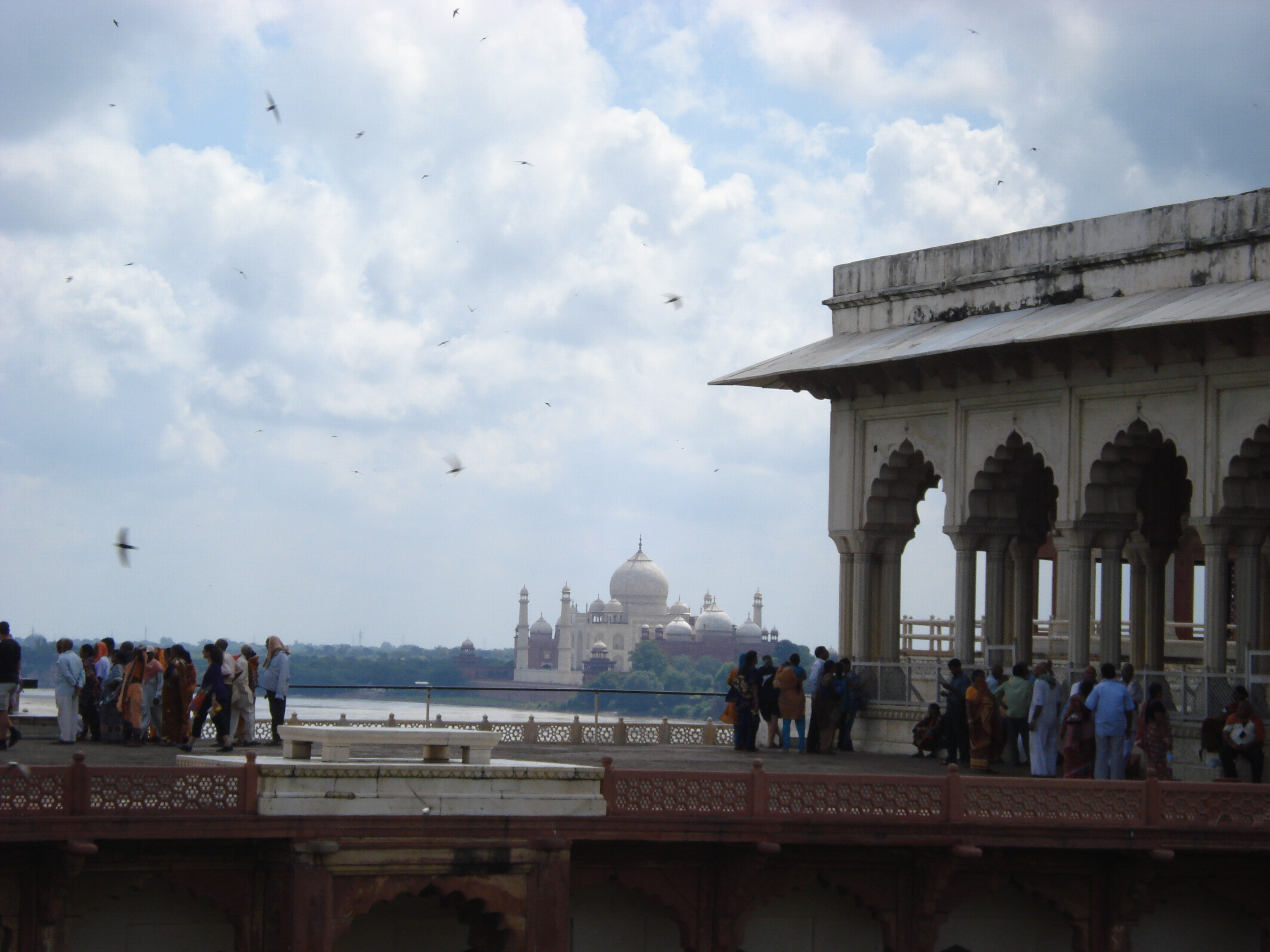
تاج محل - قلعه اگرا

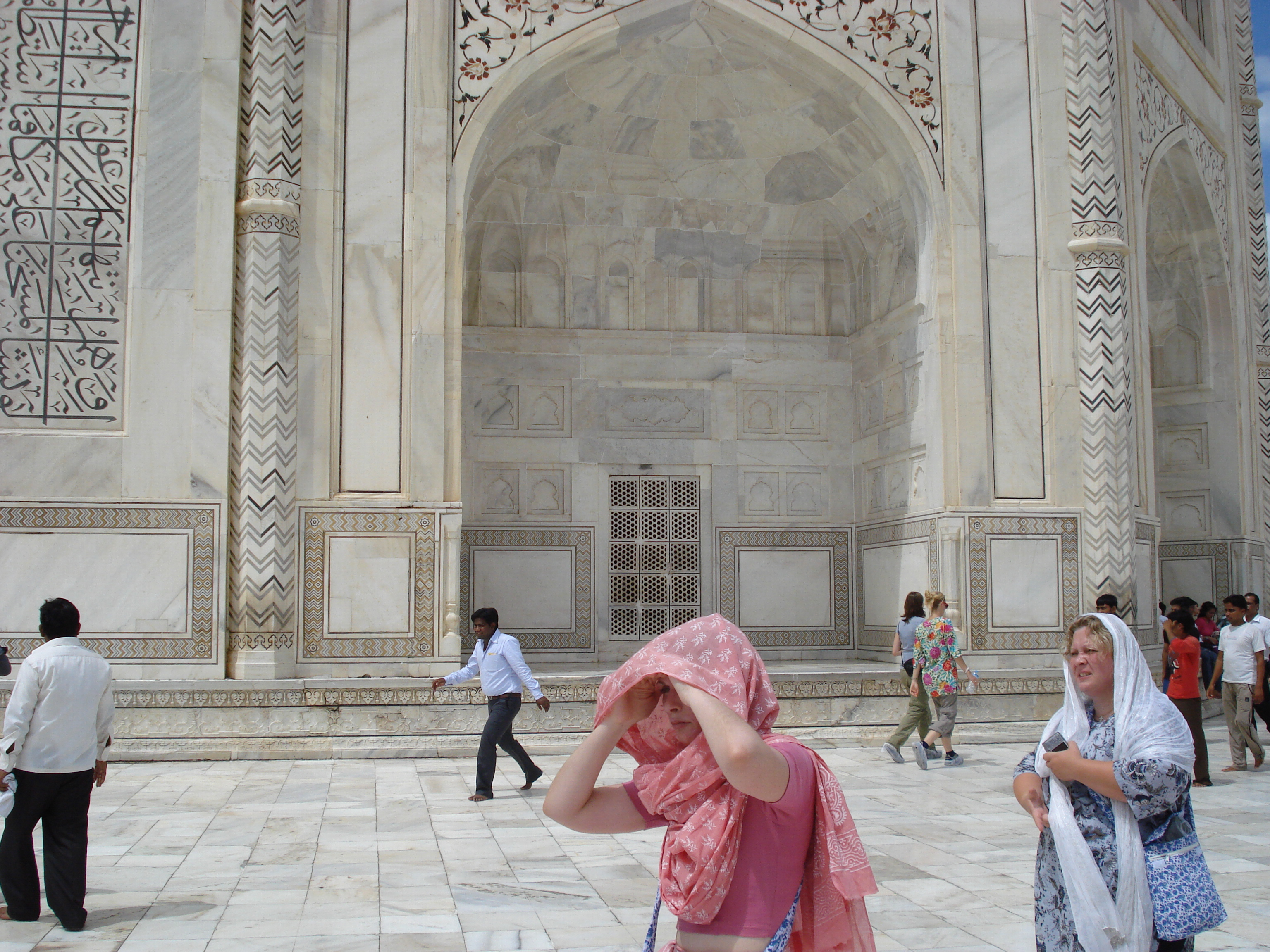
سنگ نوشته سبک فارسی

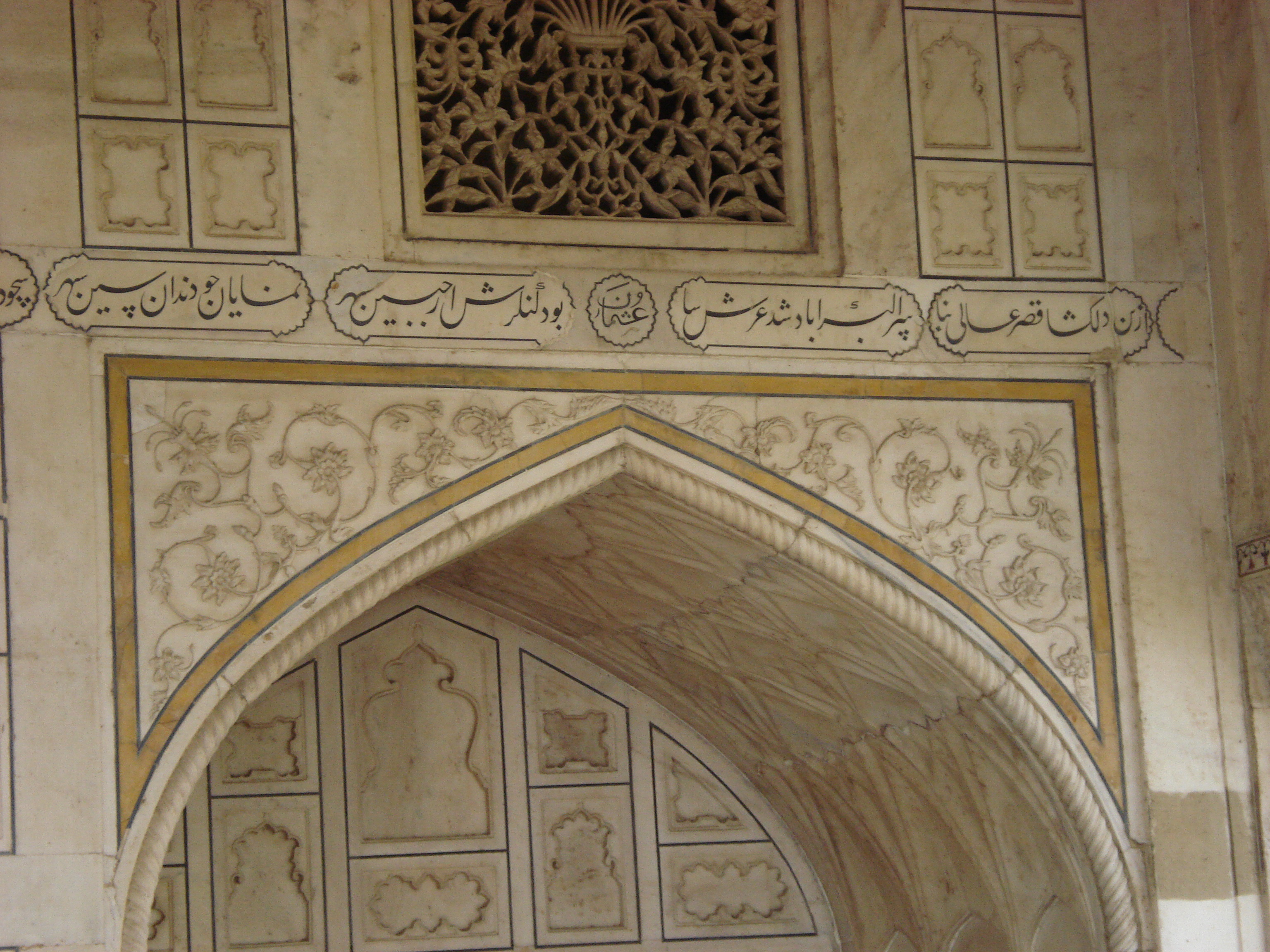
اشعار فارسی

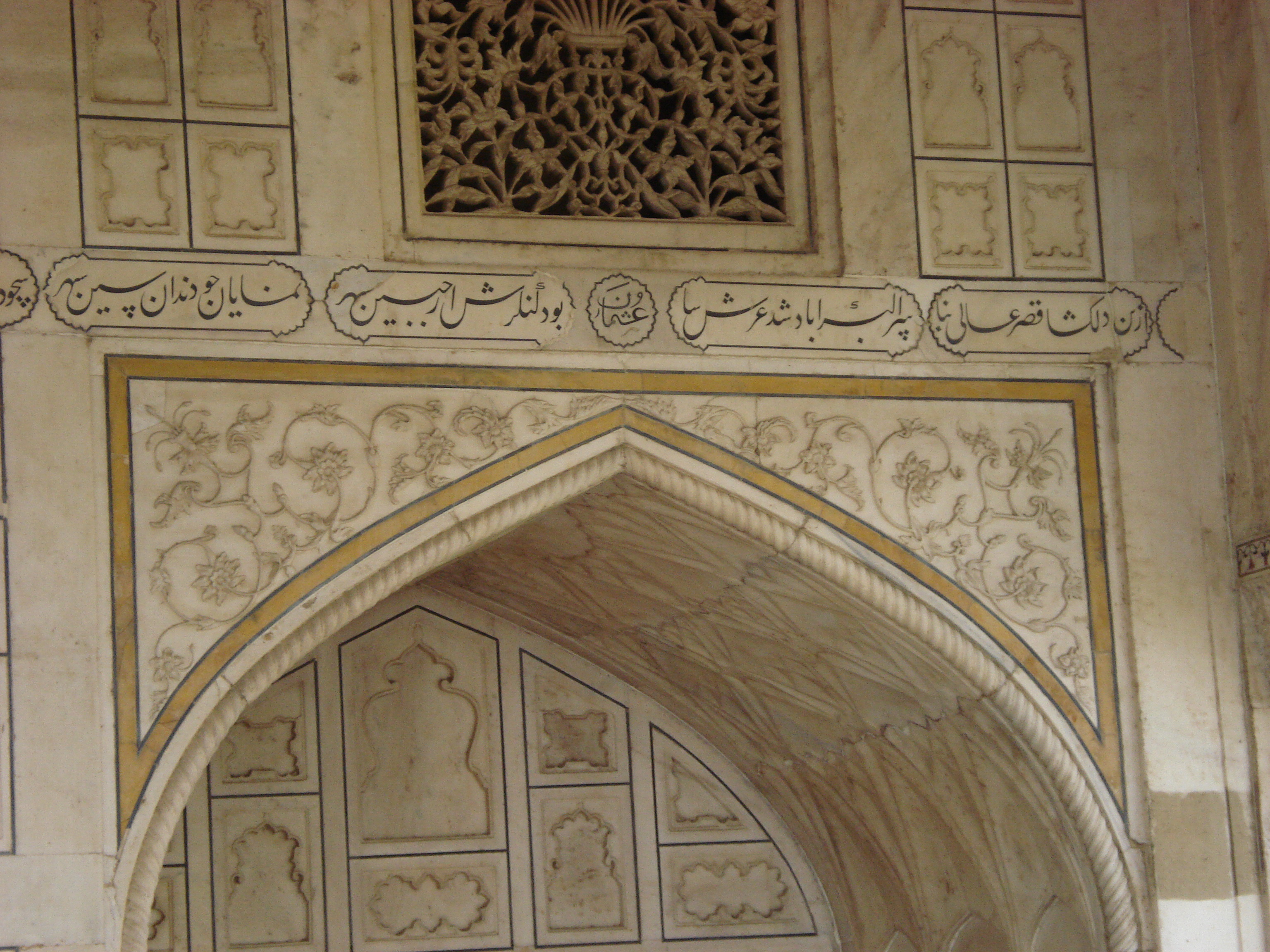
takht sha jahan

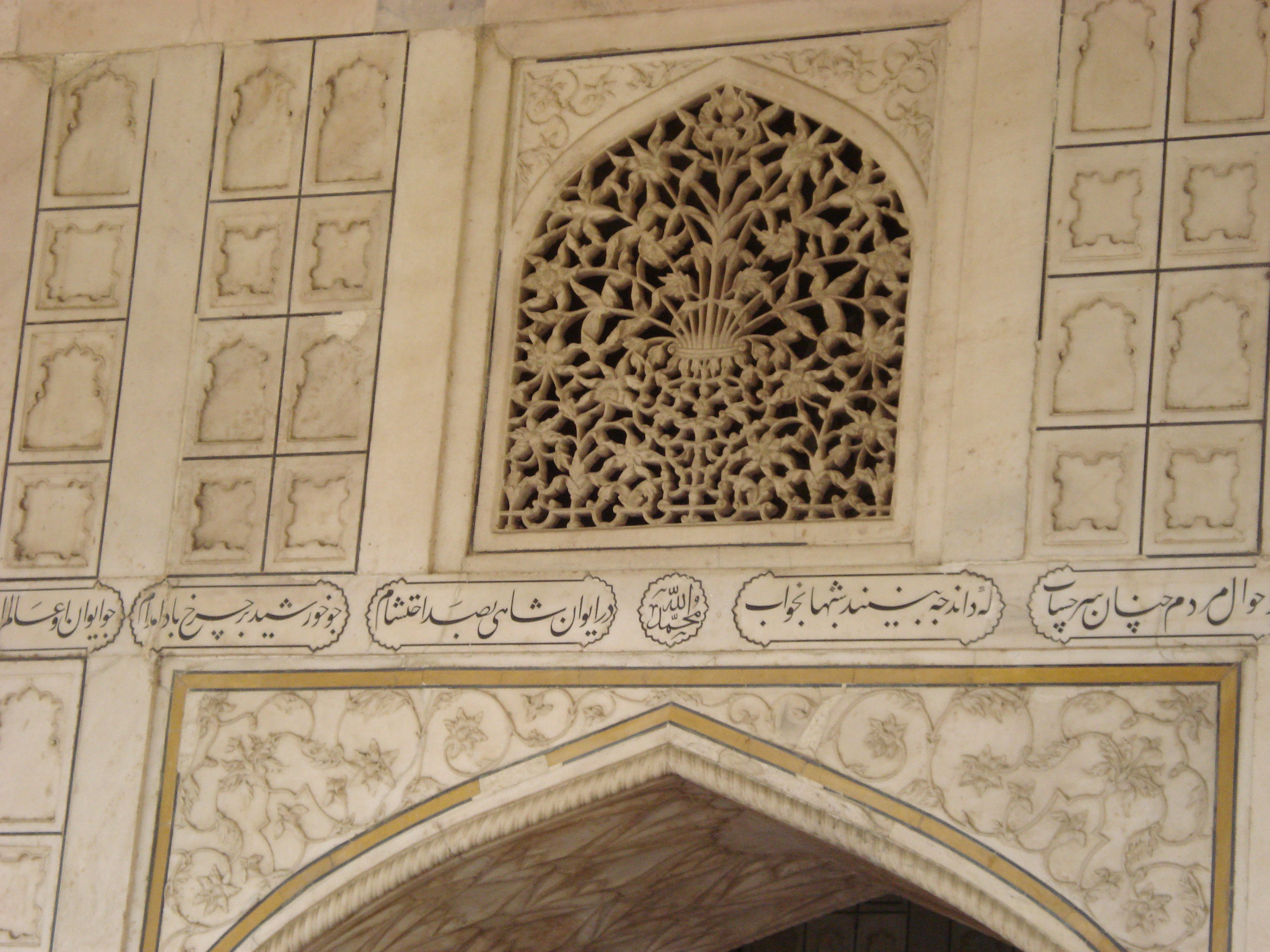
اشعار فارسی

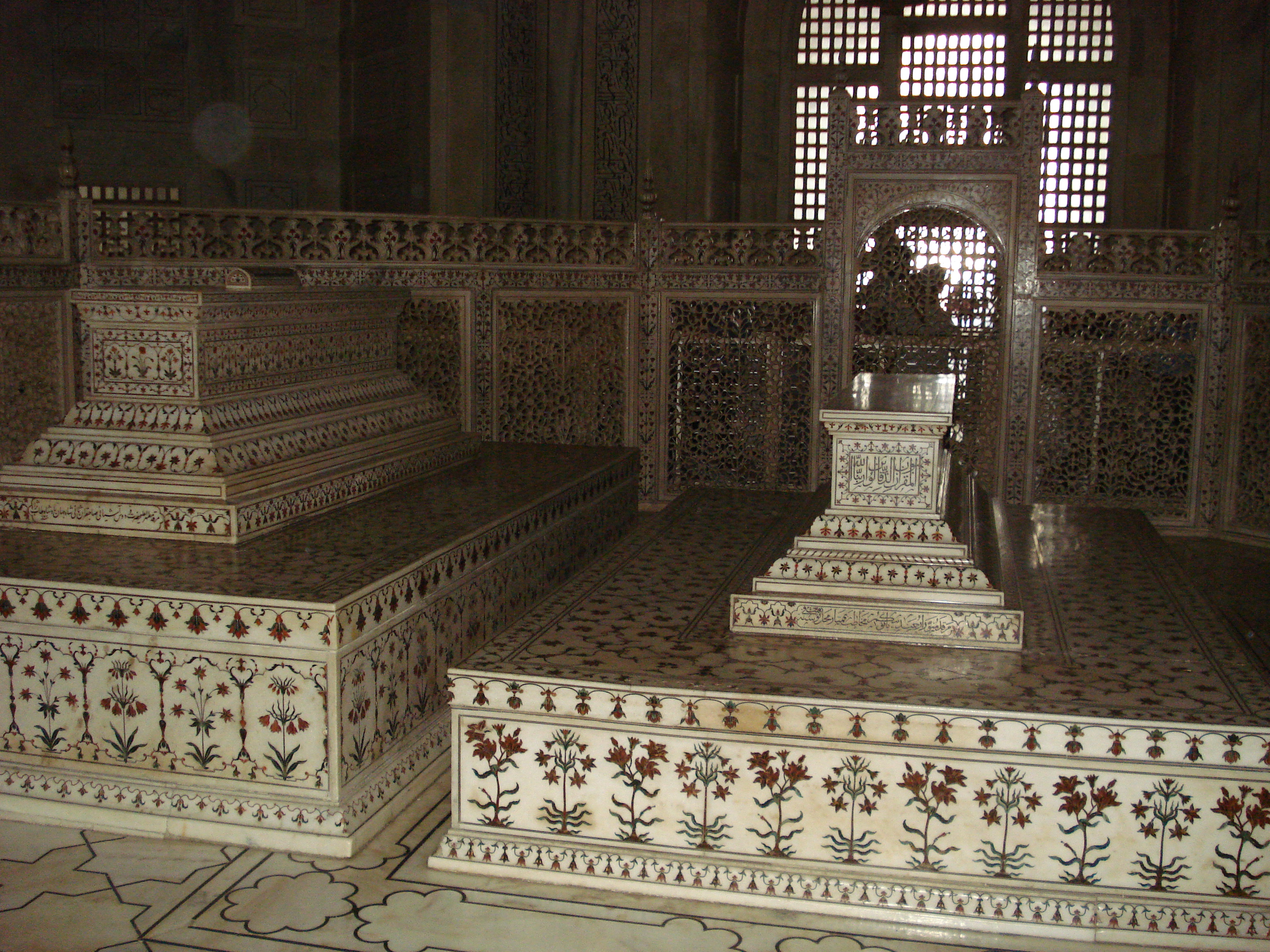
taj adoula

فارسی در شکل‌گیری بسیاری از زبان‌های نوین بزرگ خاورمیانه، آسیای مرکزی، جنوبی و مناطق آسیایی، از جمله اردو تأثیر فراوان داشته‌است. پس از پیروزی محمود غزنوی، یک زبان ترکیبی بر پایه هندی و وام واژه‌های از زبان‌های ترکی، فارسی، عربی و محلی در آسیای غربی ایجاد گردید که در نهایت به عنوان زبان اردو شناخته شد. این زبان به خط نَسخ فارسی نوشته شده و با زبان هندی نیز تا حدوی شباهت دارد. اردو فارسی شده- اسلامی سازی زبان هندوستانی است. اردو گویشی از این زبان است که در پاکستان به کار می‌رود، با خط فارسی - عربی نوشته می‌شود و مملو از واژگان تخصصی و ادبی فارسی و واژگان عربی (راه یافته از طریق زبان فارسی) است. اما هندی گویشی است که در هندوستان به کار می‌رود و با خط دیواناگری نوشته می‌شود و در انتخاب واژگان تخصصی و ادبی بر زبان سانسکریت تکیه می‌کند. زبان واحد هندوستانی از لحاظ مجموع گویشوران چهارمین زبان جهان است. اردو زبان مادری کمتر از هشت درصد مردم پاکستان است، اما نزدیک به نود درصد مردم این کشور اردو را بلدند و می‌توانند به این زبان صحبت کنند. این زبان به نام اردو یعنی زبان ارتش نامیده شد، زیرا زبانی بود که در دربار در بین نظامیان رایج بود. زبان اردو آن‌قدر به فارسی نزدیک است که سرود ملی پاکستان و بسیاری از اشعار اردو به صورت کامل برای فارسی زبانان قابل فهم است.
زبان اردو بیش از نیمی از واژگان (به‌طور مستقیم یا غیرمستقیم) و بخش عمده دستور زبان و الفبا و شعر خود را از زبان پارسی گرفته‌است. امروزه زبان‌های فارسی و اردو از جمله نزدیک‌ترین زبان‌های جهان به یکدیگر به‌شمار می‌روند. زبان اردو چون در محیط زبان فارسی بالیده و رشد کرده‌است، به شدت تحت تأثیر این زبان قرار گرفته‌است. این تأثیر به ویژه در ادبیات اردو تا آن حد است که شعر اردو را پرتویی از شعر فارسی شمرده‌اند. ادبیات اردو در زیر بال شعر فارسی پرورش یافته، از این مادرخوانده نظم و نثر، سبک و مضمون، بحر و وزن و قافیه و شکل را به ارث برده و مخصوصاً الفاظش به‌طور کامل از فارسی نشات گرفته‌است.
با وجود نفوذ سنگین زبان فارسی در زبان اردو، زبان اردو به عنوان یک زبان هندی زیر شاخه زبان‌های هندو-ایرانی طبقه‌بندی شده‌است. زبان اردو به زودی تمایز در حوزه‌های فرهنگی و ادبی به دلیل ماهیت ترکیبی از زبان به دست آورد. بسیاری از اشکال و مجزا فارسی از ادبیات، از جمله غزل، قصیده، مرثیه و نظم، به ادبیات اردو رسید، با تولید مجزا ایران باستان و جنوب آسیا میراث. نویسنده معروف متقاطع، امیر خسرو، که فارسی و اردو به این روز خواندن در آسیای جنوبی و مرکزی بود.

## تاریخچه
زبان فارسی و معماری دو نماد اصلی فرهنگ هندو ایرانی در درجه بعد عرفان و مذهب اسلام آمیخته از تساهل و تسامح در دوره گورکانیان است. برای هفتصد سال فارسی زبان اداری و دربار هندوستان بود تا اینکه در سال ۱۸۳۶ میلادی چارلز تری ویلیان زبان انگلیسی را به جای زبان فارسی رسمیت داد.
نفوذ فارسی برای اولین بار توسط حاکمان مسلمان به شبه قاره یعنی امپراتوری گورکانی طی قرن‌های ۱۳ تا ۱۹ میلادی بود. با این حال، آثار پراکنده از نفوذ فارسی پیش از اسلام در شبه قاره وجود دارد. تاریخ پیوند ایران و هند به هزاران سال پیش برمی‌گردد. تاریخ‌نگاران می‌نویسند که وقتی حدود ۱۱۰۰ تا ۱۵۰۰ سال پیش از میلاد، تیره‌های آریایی از درهٔ خیبر وارد سرزمین‌های ایران و هند شدند، روابط فرهنگی و زبانیِ این دو کشور از آن روزگار آغاز گردید.
همانندی‌های فراوان میان زبان اوستا و سانسکریت هم نشانه دیگری از پیوند دیرینه ایران و شبه قاره دارد. در دوران اشکانیان (۲۲۶–۲۴۹ ق. م) این روابط رو به گسترش نهاد تا این که در زمان ساسانیان (۲۲۶ ق. م - ۶۵۲ م) با وجود ترجمه کتاب‌های مهم هندی مانند «کلیله و دمنه» در عصر انوشیروان، پیوستگی‌های فرهنگی قوت گرفت.
با حضور فرهنگ اسلامی در این منطقه در دوره غزنویان، لاهور و یوچه به عنوان مراکز ادبیات فارسی تأسیس شد. ابو فرج رونی و غمگین مسعود سلمان (متوفی ۱۱۲۱)، دو اولین عمده شاعران هند و فارس در لاهور بود. اولین «بزرگ» هند و فارسی شاعران امیر خسرو (متوفی ۱۳۲۵) از دهلی نو، که از آنجا که حضور نمادین در شبه قاره، در میان چیزهای دیگر، «پدر» ادبیات اردو به دست آمده بود.

## واژگان اردو
در برخی متون تا ۷۰ درصد واژگان زبان اردو، فارسی است. سید احمد دهلوی میزان آن را حدود ۳۰ درصد می‌داند. همیرا شهباز استادیار یکی از دانشگاه‌های پاکستان اعتقاد دارد ۶۰ درصد کلمات زبان اردو برگرفته از زبان فارسی است. زمانی بیش از هشتاد یا نود درصد کلمات تشکیل دهنده زبان اردو واژگان فارسی یا عربی بوده‌است. ورود واژگان و عبارات انگلیسی و زبان‌های بومی به زبان اردو این نسبت‌ها را برهم زده و در فرهنگ لغت اردوی «فیروزاللغات» واژه‌ها و ترکیب‌های فارسی بیش از بیست‌وپنج درصد نیست. بررسی زبان اردو نشان می‌دهد که تأثیر زبان فارسی بر اردو اگرچه برای گسترش دامنهٔ ادبیات در این زبان بوده ولی این اثرپذیری دایرهٔ گسترده‌ای داشته و شامل اسامی، افعال، حروف، محاورات، تشبیهات، استعاره‌ها، ترکیب‌ها و ضرب‌المثل‌ها می‌شود. مشترکات فارسی و اردو بسیار زیاد است و زبان فارسی نه تنها بر اردو بلکه بر دیگر زبان‌های پاکستان نیز اثرات عمیق بر جای گذاشته‌است. نخستین زبانی که در شبه قاره و پاکستان از فارسی بسیار متأثر گردید، زبان پنجابی بود. زبان پنجابی بدون واسطه با زبان فارسی ارتباط برقرار کرد و از آمیزش آنها چنان خمیرمایه‌ای آماده کرد که چون به دهلی رسید زبان اردو به وجود آمد. طبق تخمین دیگر ۶۰ درصد واژگان زبان اردو از فارسی گرفته شده‌است.
سید احمد دهلوی، یک فرهنگ‌نویس از قرن ۱۹ که فرهنگ اشرفیه اردو را نوشته‌است، برآورد کرده‌است که ۷۵ درصد از واژگان و در حدود ۹۹٪ از فعل‌های اردو ریشه در سانسکریت و پراکریت دارند. حدود ۲۵٪ تا ۳۰٪از واژگان اردو از فارسی و به میزان کمتری عربی از طریق فارسی، وام گرفته شده‌اند. افروز تاج، زبان‌شناس دانشگاه کارولینای شمالی در چپل هیل، در آماری نسبت وام‌واژگان فارسی به واژگان بومی سانسکریت در اردوی ادبی ۱ به ۳ برآورد کرده‌است. طبق برآوردی دیگر ۶۰٪ از واژگان زبان اردو از فارسی گرفته شده‌است.

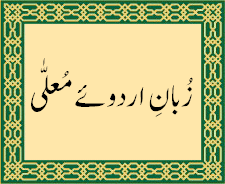
عبارت زبان اردوی معلی که به خط نستعلیق نوشته شده‌است.

«گرایش به فارسی‌سازی» اردو از قرن هجدهم توسط مکتب شاعران اردو در دهلی آغاز شد، گرچه نویسندگان دیگری مانند معراجی به گونه سانسکریت‌شده این زبان می‌نوشتند.از سال ۱۹۴۷ در پاکستان حرکت به سمت فارسی‌سازی بیش از حد اردو صورت گرفته‌است که توسط بسیاری از نویسندگان این کشور پذیرفته شده‌است.به همین ترتیب، برخی از متون اردو می‌توانند از ۷۰٪ واژه وام فارسی-عربی تشکیل شوند. برخی از اردوزبانان پاکستانی به دلیل قرار گرفتن در معرض رسانه‌های هندی، واژگان هندی را در گفتار خود گنجانده‌اند.در هند، اردو به اندازه پاکستان از هندی جدا نشده‌است.
بیشتر وام‌واژگان اردو اسم و صفت هستند.بسیاری از واژگان عربی اردو از طریق فارسی وارد آن شده‌اند،و گاه تلفظ، کاربرد و معنای آن‌ها متفاوت از عربی است. در اردو همچنین وام‌واژگان کمی از پرتغالی یافت می‌شوند. چند نمونه از این واژگان عبارتند از: از کابی ("chave": کلید)، گیرجا ("igreja": کلیسا)، کامرا ("cámara": اتاق)، قمیز ("camisa": پیراهن)، مز ("mesa": جدول).
اگر چه نام اردو از واژه ترکی اردو (ارتش) یا اردا آمده که از آن واژه انگلیسی horde (گروه ترکان و مغولان) نیز مشتق شده‌است،اردو دارای وام‌واژگان بسیار کمی از ترکی استو از نظر ژنتیکی نیز به زبان‌های ترکی ارتباطی ندارد. بیشتر واژگان اردو که از جغتایی و عربی ریشه گرفته‌اند، در اصل از راه فارسی آمده‌اند و از این رو نسخه فارسی‌شده واژگان اصلی هستند. به عنوان مثال، تاء مربوطه (ة) عربی در اردو همانند فارسی به ه (ه) یا ت (ت) تغییر پیدا می‌کند. اندک وام‌واژگان ترکی موجود در اردو از زبان جغتایی، یک زبان ترکی از آسیای میانه، آمده‌اند. اردو و ترکی هر دو از عربی و فارسی وام بسیار گرفته‌اند، از این رو بسیاری از واژه‌های آن دو در تلفظ شباهت دارند.
اردو ایرانی شده- اسلامی سازی زبان هندوستانی است. اردو گویشی از این زبان است که در پاکستان به کار می‌رود، با خط فارسی نوشته می‌شود و مملو از واژگان تخصصی و ادبی فارسی و واژگان عربی (راه یافته از طریق زبان فارسی) است. اما هندی گویشی است که در هندوستان به کار می‌رود و با خط دیواناگری نوشته می‌شود و در انتخاب واژگان تخصصی و ادبی بر زبان سانسکریت تکیه می‌کند. زبان واحد هندوستانی از لحاظ مجموع گویشوران چهارمین زبان جهان است. اردو زبان مادری کمتر از هشت درصد مردم پاکستان است، اما نزدیک به نود درصد مردم این کشور اردو را بلدند و می‌توانند به این زبان صحبت کنند. لازم است ذکر شود که برخی از مردم افغانستان هم به این زبان صحبت می‌کنند.

## شعر اردو
شعر اردو که به شدت از ادبیات فارسی تأثیر گرفته یکی از گونه‌های غنی ادبیات در پاکستان و شمال هند است. بخش عمده‌ای از بزرگان این زبان از شیعیان و مرثیه سرایان عاشورا بوده‌اند. در مقایسه با شعر فارسی، قدمت شعر اردو زیاد نیست. با اینکه شعر اردو همه داروندار اولیه‌اش از شعر فارسی مستعار بوده است، با گذرِ زمان فاصله‌های قابلِ ملاحظه‌ای بین شعر اردو و فارسی ایجاد شده است و امروز بسیاری از نکاتی که در شعرِ اردو موردِ قبول واقع شده‌اند، به صورت اعمال در شعرِ فارسی اشکال محسوب می‌گردند و برعکس. مانند غزل‌های فارسی سبک هندی، غزل اردو هم غزل بیت‌محور است و هر بیتش به تنهایی معنای جداگانه‌ای را به مخاطب ارائه می‎دهد و قابلیت این را دارد که به طور مجزا در هر کجا استفاده شود. هرچند شعر کلاسیک فارسی هم همینطور بوده است. اما امروز در ایران بیشتر غزل‌ها منسجم بوده و انسجام عمودی دارند. حتی غزل‌هایی که موضوعاتِ مختلفی در آن‌ها گنجانیده شده‌اند و در نگاه اول غزل بیت‌محور به نظر می‌آیند، یک انسجام کلی موضوعی در خود دارند. 

## توسعه و گسترش زبان فارسی در پاکستان
زبان فارسی در پاکستان قدمت تاریخی دارد و بخش کلانی از تاریخ شبه قاره هند که شامل پاکستان، هندوستان و بنگلادش می‌شود به زبان فارسی نگاشته شده است. سرود ملی پاکستان به زبان فارسی است. بخش مهمی از موسیقی کلاسیک و قوالی در پاکستان با اشعار فارسی سروده می‌شوند. به همین جهت در سال‌های اخیر هم در محافل ایران و هم در محافل پاکستان و افغانستان پیشنهادهای زیادی برای گسترش زبان فارسی در پاکستان به عنوان ضلع چهارم یک اتحادیه فرهنگی منطقه ای صورت گرفته است (سه ضلع دیگر ایران و افغانستان و تاجیکستان هستند) و اقدام‌های مهمی نیز انجام شده است. دولت پاکستان در نظر دارد که زبان فارسی را به عنوان درس اجباری در مدارس این کشور قرار دهد. در شبه‌قاره و پس از استقلال پاکستان، فارسی در تمامی مدارس پاکستان تدریس می‌شد ولی در سال ۱۹۸۵ به بعد زبان فارسی جای خود را به زبان عربی و دیگر مضامین داد. در سال‌های اخیر تلاش‌هایی برای تدریس زبان فارسی در ایالت پنجاب (پاکستان) پرجمعیت‌ترین ایالت پاکستان صورت گرفته است.

## بیشتر
- Multiple authors (2004). "India". [[دانشنامه ایرانیکا|Encyclopædia Iranica]]. {{cite encyclopedia}}: URL–wikilink conflict (help) (series of entries that cover Indian history and its relations with Iran)
- Cole, Juan R.I. "Iranian Culture and South Asia، 1500-1900". in: Keddie, Nikki; Matthee, Rudolph P. (ed.). (2002). Iran and the Surrounding World: Interactions in Culture and Cultural Politics. University of Washington Press. ISBN 0-295-98206-3. pp. 15–35.
- Kirmani, Waris. Dreams Forgotten: An Anthology of Indo-Persian Poetry. (Aligarh، ۱۹۸۴)
- Nabi Hadi. Dictionary of Indo-Persian Literature. (New Delhi، ۱۹۹۵)
- Chopra, R.M. Indo-Iranian Cultural Relations Through The Ages. Iran Society, 2005.